# Michael Page (jinete)
Michael Owen Page (Nueva York, 23 de septiembre de 1938) es un jinete estadounidense que compitió en la modalidad de concurso completo.
Participó en tres Juegos Olímpicos de Verano entre los años 1960 y 1968, obteniendo tres medallas, plata en Tokio 1964 y plata y bronce en México 1968. Ganó seis medallas en los Juegos Panamericanos entre los años 1959 y 1967.

## Palmarés internacional
| Juegos Olímpicos     | Juegos Olímpicos          | Juegos Olímpicos  | Juegos Olímpicos |
| Año                  | Lugar                     | Medalla           | Categoría        |
| -------------------- | ------------------------- | ----------------- | ---------------- |
| 1964                 | Tokio (Japón)             | Medalla de plata  | Por equipos      |
| 1968                 | Ciudad de México (México) | Medalla de plata  | Por equipos      |
| 1968                 | Ciudad de México (México) | Medalla de bronce | Individual       |
| Juegos Panamericanos |                           |                   |                  |
| Año                  | Lugar                     | Medalla           | Categoría        |
| 1959                 | Chicago (Estados Unidos)  | Medalla de oro    | Individual       |
| 1959                 | Chicago (Estados Unidos)  | Medalla de plata  | Por equipos      |
| 1963                 | São Paulo (Brasil)        | Medalla de oro    | Individual       |
| 1963                 | São Paulo (Brasil)        | Medalla de oro    | Por equipos      |
| 1967                 | Winnipeg (Canadá)         | Medalla de oro    | Por equipos      |
| 1967                 | Winnipeg (Canadá)         | Medalla de bronce | Individual       |